# Reserva índia Los Coyotes
La reserva índia Los Coyotes és la reserva índia de la tribu reconeguda federalment banda Los Coyotes d'indis cahuilla i cupeño, antics indis de missió de Califòrnia.
La reserva (33° 17′ 52″ N, 116° 33′ 22″ O / 33.29778°N,116.55611°O) es troba al nord-est del comtat de San Diego (Califòrnia). Dels 288 membres tribvals registrats només uns 74 viuen a la reserva. Fou fundada en 1889. Llur reserva és la més gran al Comtat de San Diego. Situada a 80 milles de San Diego, es troba entre el Parc estatal desert Anza-Borrego i el Bosc Nacional Cleveland.
La banda Los Coyotes d'indis cahuilla i cupeño té la seu a Warner Springs (Califòrnia). Són governats per un consell tribal escollit democràticament. El seu cap tribal actual és Shane Chapparosa.
El cahuilla i el cupeño són dues llengües takic força relacionades, i ambdues són llengües amenaçades. Alvino Siva, membre registrat de la tribu i parlant nadiu de cahuilla, va morir el 26 de juny de 2009. Va preservar cançons tradicionals de la tribu en cahuilla per tal d'ensenyar-les a les noves generacions.

## Membres notables
- Katherine Siva Saubel (7 de març de 1920 – 1 de novembre de 2011), especialista en llengua i cultura índia, cofundadora del Museu Malki, i antiga cap tribal de Los Coyotes.